# Леприкон
Леприкон (ир. leipreachán) је врста вилењака у ирском фолклору. Обично се описују као мали брадати мушкарци, који носе капут и шешир и често учествује у несташлуцима. Они су усамљена бића која проводе своје вријеме правећи и поправљајући ципеле и имају скривени ћуп са златом на крају дуге. Ако их ухвати човјек, често му нуде три жеље у замјену за своју слободу. Као и остале ирске виле, леприкони су вјероватно изведени из Племена богиње Дану. Створења налик леприконима се ријетко срећу у ирској митологији и истичу се само у каснијем фолклору.
Савремени опис леприкона је великим дијелом заснован на понижавајућим карикатурама и стереотипима о Ирцима из 19. вијека.

## Етимологија
Ирску ријеч leipreachán Патрик Динин дефинише као „кепец, вилењак, патуљак”. Даље поријекло је мање извјесно: према већини извора, ријеч се сматра изобличеним обликом средњоирске ријечи luchrupán, која води поријекло од староирске ријечи luchorpán настале спајањем двије ријечи lú (мало) и corp (тијело). Ријеч corp, која је у ствари позајмљена латинска ријеч corpus, свједочи о раном утицају црквеног латинског на ирски језик.